# 别雷亚尔村委员会
别雷亚尔村委员会（俄语：Белояровский сельсовет）是俄罗斯联邦阿穆尔州扎维京斯克区所属的一个村委员会。其下辖有1个居民点，行政中心为别雷亚尔。据2016年统计，该村委员会的人口为174人。